# Le Bois-Hellain
Le Bois-Hellain település Franciaországban, Eure megyében. Lakosainak száma 210 fő (2022. január 1.). Le Bois-Hellain Bonneville-la-Louvet, La Chapelle-Bayvel és Martainville községekkel határos.

## Népesség
A település népességének változása:
| Lakosok száma | 113  | 102  | 147  | 213  | 231  | 230  | 226  | 215  | 213  | 210  |
|               | 1968 | 1982 | 1990 | 2006 | 2013 | 2015 | 2017 | 2019 | 2020 | 2022 |